# Эланд
Э́ланд (швед. Öland) — шведский остров в Балтийском море, площадь 1342 км², второй по размеру остров в Швеции после Готланда и самая маленькая из исторических провинций Швеции. Остров часто называют также «страной ветряных мельниц».
С основной территорией Швеции соединён построенным в 1972 году мостом через пролив Кальмарсунд.

## Символика
Олень на гербе символизирует статус Эланда как места королевской охоты, по каковой причине его увенчивает корона.
Эланд получил свой герб в 1560 году, но до 1940-х годов, в результате путаницы, возникшей из-за схожих названий, фактически делил его с Аландскими островами, являющимися сегодня автономной провинцией Финляндии. В XX веке в герб Эланда были внесены изменения, которые стали отличать его от герба Аландских островов, который остался неизменным.

## География
Высочайшая точка Эланда: холм Хёгсрум (Högsrum) — 55 м. Крупнейшее озеро: Хорнссъён (Hornssjön). Длина острова 137 км. Его ширина (в широчайшем месте): 16 км.

## Природа и экология
Доминанта природы Эланда — известняковое плато Стора Альварет (швед. Stora Alvaret), место обитания многих редких и вымирающих видов животных и растений. Первое известное научное исследование Стора Альварет относится к 1741 году, когда остров посетил Карл Линней.
Фундамент острова сложен преимущественно кембрийскими породами, известняком, богатым алюминиевыми квасцами, а также ордовикским известняком, возраст которого оценивается в 540—450 млн лет. Вид кембрийских трилобитов Eccaparadoxides oelandicus назван в честь Эланда.
По периметру Эланда проходит окружная дорога, шоссе 136.
В 2011 году компания Gripen Gas запросила разрешение на тестовое бурение природного газа на Эланде. Этот запрос был одобрен в Bergsstaten, государственном агентстве, отвечающем за планирование горнопроходческих работ. Это вызвало критику со стороны муниципальных и районных властей, указывающих на то, что множественные разломы в известняковом фундаменте острова могут привести к загрязнению грунтовых вод побочными продуктами добычи газа.

## История
Археологические данные показывают, что остров Эланд был заселён около 8000 года до н. э., раскопки слоёв, датируемых палеолитом, демонстрируют присутствие племён охотников-собирателей. В каменном веке поселенцы с континента мигрировали через Кальмарсунд, отделяющий остров от материка по ледяному мосту, соединившему остров с континентом.

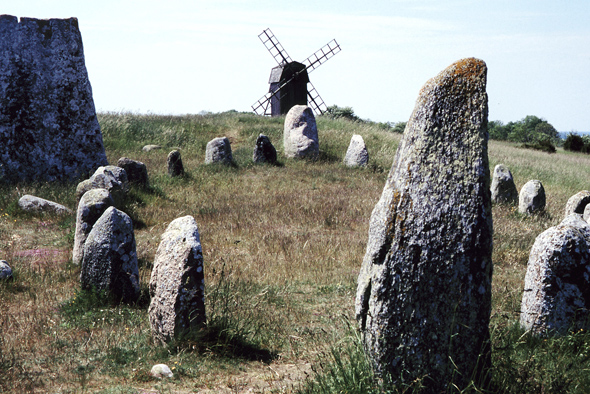
Каменные кольца на острове Эланд

Признаки обитаемости Эланда (известном в древности как Эландия) появляются, по самым ранним подсчётам, в 6000 году до н. э., когда появляются поселения в Альби (Alby) и других местах по всему острову. Захоронения, относящиеся к периоду от начала Железного века до Эпохи Викингов хорошо видны в Геттинге (Gettlinge), Гултерстаде (Hulterstad) и других местах; они окружены каменной оградой, включающей т. н. «каменные корабли». Всего на острове обнаружено 19 таких каменных колец, одно из которых, Экеторп (Eketorp) было полностью раскопано, при этом найдено 24 тысяч артефактов.
Пятым веком (эпоха Великого переселения народов) датируется подвергшийся грабительскому налёту дом в форте Сандби Борг, в котором были обнаружены останки пятерых людей и римский солид. Останки ещё четырёх людей были найдены в трёх других зданиях.
В Сандби Борг обнаружен солид, относящийся ко времени римского императора Валентиниана III (419—450 гг.).

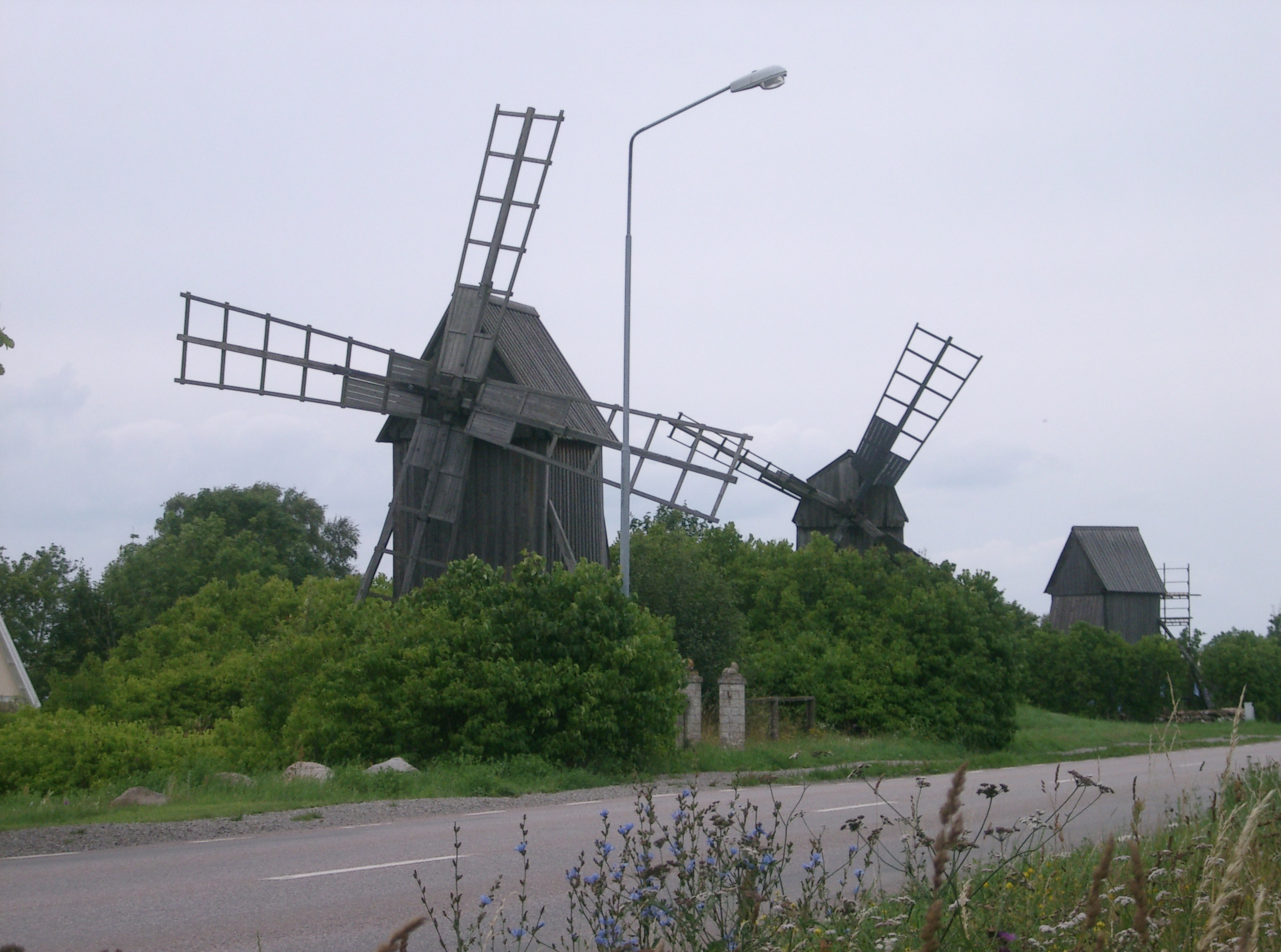
Ветряные мельницы на острове Эланд

Около 900 года Вульфстан (Wulfstan) из Хедебю (Hedeby) назвал остров «Эовландом», то есть землёй эовов. Отметим, что это не первое упоминание эовов. Ранее это племя упоминалось в англосаксонской поэме «Видсид» (Widsith).
В течение долгого периода шведской истории остров служил местом охотничьих забав членов королевской семьи; для этого были выбраны местности Оттенби (Ottenby) и Халлторпс (Halltorps).
Неподалёку от острова 1 июня 1676 года произошло Эландское морское сражение между флотом Швеции и объединёнными флотами Дании и Голландии. Союзники одержали в нём победу. 15 (26) июля 1789 года у южной оконечности острова состоялось морское сражение между русским и шведским флотами, во время одной из русско-шведских войн.
В 1941 году в районе острова погибла советская подводная лодка С-6, предположительно подорвавшаяся на немецкой мине. Остатки лодки были обнаружены на дне Балтийского моря в 2012 году. Место гибели подводной лодки предполагается объявить воинским захоронением.

## Население
В начале XX века на острове проживало около 3700 человек, в 1974 году — 21 200; по данным на 2012 год население острова составляло 25 024 человек, при этом летом на остров приезжает до 500 тысяч туристов.

## Населённые пункты

Карта острова Эланд

Эланд — второй по величине остров Швеции. Исторически он был разделён на один город и пять сотен (древняя административная единица в Северной Европе). Сегодня сотен насчитывают шесть: Альгутсрум (Algutsrum), Грэсгорд (Gräsgård), Мёклеби (Möckleby), Рунстен (Runsten), Слэттбо (Slättbo), Окербо (Åkerbo). Поселений (городков и деревень) на острове 16, крупнейшим из них является Ферьестаден (Färjestaden) — 5018 жителей.
- Боргхольм
- Альби (англ.)
- Геттлинге
- Гультерстад
- Морбиланга

## Управление
Исторические провинции Швеции являются не административными или политическими, но историческими и культурными единицами. Эланд — часть лена Кальмар (Kalmar län) и поделён на два муниципалитета, Боргхольм (Borgholm) и Мёрбюлонга (Mörbylånga). Эланд входит в лен Кальмар с 1634 года с одним небольшим перерывом — между 1819 и 1826 годами он считался отдельным леном Эланд.

## Культура
Боргхольмский замок (Borgholm Castle) был построен между 1669 и 1681 годами для королевы Гедвиги-Элеоноры (Hedvig Eleonora), это здание проектировал архитектор Никодемус Тессин-старший (Nicodemus Tessin the Elder). Недалеко от замка находится Золлиденский дворец (Solliden Palace) — летняя резиденция королевской семьи.
Известняковое плато Стора Альварет внесено в список Всемирного наследия ЮНЕСКО , по причине наличия здесь не только уникальной флоры и фауны, но и исторических памятников, такие как древние кладбища Геттлинге (Gettlinge) и Экеторп, хорошо сохранившиеся деревянные мельницы XVII века (за них Эланд иногда называют «Страной ветряных мельниц»), а также общей уникальности природного ландшафта.
Уже в течение десятилетия Эланд организует и проводит ежегодный праздник урожая Скёрдефест (Skördefest). Фермеры с острова и всей Швеции в эти дни продают свой урожай и позволяют всем заинтересованным туристам поработать у них на фермах, чтобы окунуться в сельскую жизнь. В центре г. Боргхольм устанавливается символ праздника — пугало с тыквенной головой (pumpagubbe).
По ходу Скёрдефеста устраивается множество выставок, в том числе во время арт-ночи Констнаттен (Konstnatten).
Поэт-романтик Эрик Юхан Стагнелиус родился на Эланде в 1793 году и жил здесь до достижения 16-летнего возраста. Он воспел остров в нескольких поэмах. Из более современных авторов об Эланде писали романистка Маргит Фриберг, поэт Анна Рюдстедт, романистка Биргитта Тротциг, поэт Леннарт Съёгрен (Lennart Sjögren), автор рассказов для детей Эва Бекселл (Eva Bexell), поэт Том Хедлунд (Tom Hedlund), новеллист Йохан Теорин (Johan Theorin), поэт и новеллист Магнус Утвик (Magnus Utvik) и новеллист Пер Планхаммар (Per Planhammar).

## Спорт
- На острове, как и в прилегающих районах континентальной Швеции, действует Смоландский футбольный союз (Smålands Fotbollförbund)[15].
- Каждый год, 14 июля, в день рождения шведской кронпринцессы Виктории, на острове проходит вручение «стипендии кронпринцессы»[англ.] шведским спортсменам.

## Интересные факты
Из-за Эландского моста ЕС официально не считает Эланд островом, так как он соединён с континентом. Из-за этого экономика острова уже потеряла примерно 25—50 млн шведских крон (SEK).